# (4204) Barsig
(4204) Barsig (1985 JG1) – planetoida z grupy pasa głównego asteroid okrążająca Słońce w ciągu 3,42 lat w średniej odległości 2,27 j.a. Odkryta 11 maja 1985 roku.